# Cabinda (stad)
Cabinda, door de bewoners ook Tchiowa, Tsiowa of Kiowa genoemd, is een stad in de naar onafhankelijkheid strevende Angolese provincie Cabinda. Volgens demografische gegevens groeit de stad snel. In het jaar 2006 waren er 186.000 inwoners, in 2008 378.000; in 2014 bijna 600.000 en in 2018 bijna 700.000.

## Ligging
De stad wordt als noordelijke exclave door Congo-Kinshasa en Congo-Brazzaville omgeven; de westkust ligt aan de Atlantische Oceaan. De afstand tot de rivier de Congo, die de grens vormt met de rest van Angola, bedraagt 70 km.
Er heerst een tropisch savanneklimaat, code Aw volgens de klimaatclassificatie van Köppen. De gemiddelde maximumtemperatuur overdag varieert van 26°C in juli en augustus tot 31°C in februari en maart. De gemiddelde neerslag bedraagt 670 mm per jaar, waarbij het in de maanden juni t/m september vrijwel niet regent.

## Geschiedenis
De Portugese zeevaarder Diogo Cão kwam hier tijdens zijn tweede reis (1485–1486) als eerste Europeaan in officiële dienst. Met behulp van verdragen met heersers van het Koninkrijk Kongo kon Portugal de inbezitneming door andere Europese landen voorkomen.
Vanaf de jaren 1850 tot in de jaren 1880 bezochten walvisvaarders uit de Verenigde Staten vaak de baai van Cabinda, waar ze vooral tussen augustus en oktober op bultruggen jaagden. Afrikaanse handelaren verkochten aan hen proviand en brandhout. Na het einde van de slavenhandel rond 1863 zochten inwoners van de baai emplooi in de walvisvangst.
De stad Cabinda werd door de Portugezen vooral voor de verscheping van slaven gesticht. Het Koninkrijk Ngoyo steunde vooral op de slavenhandel met Portugal. Het verval van het Rijk leidde tot het Verdrag van Simulambuco (1885), waarbij Ngoyo zich aan bescherming door Portugal onderwierp. Daarmee voorkwamen ze inname door België en inlijving bij Belgisch Congo. België kon wel een toegang tot de Atlantische Oceaan afdwingen langs de rivier de Congo, waardoor Cabinda van Angola werd gescheiden.
In mei 1956 werd Cabinda van kleine stad (Vila) naar stad opgewaardeerd (Cidade).

## Sport
Het Estádio Nacional do Chiazi met 20.000 plaatsen werd gebouwd voor de Afrikaans kampioenschap voetbal 2010. Het wordt nog altijd voor voetbal gebruikt, naast culturele en sportieve evenementen. Het is de thuisbasis van FC Cabinda.
Het in 1975 opgerichte Sporting Clube Petróleos de Cabinda bereikte in 2013 de hoogste speelklasse van Angola. Ze spelen hun thuiswedstrijden in het Estádio do Tafe, waar 9.000 toeschouwers in kunnen.

## Bestuur

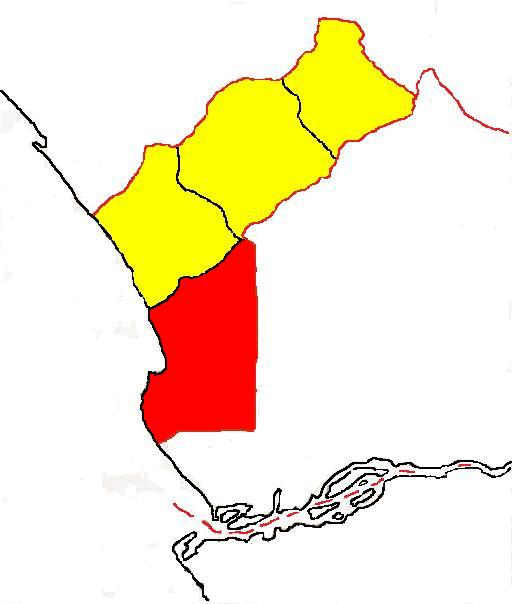
Ligging van de stad Cabinda (rood) en de rest van de provincie (geel)

Cabinda-Stad is zetel van de gelijknamige Município in de Provincie Cabinda.
Drie gemeenten (Comunas) liggen in de Municipio Cabinda:
- Cabinda
- Malembo
- Tando Zinze

## Economie
Voor de kust wordt aardolie gewonnen. Ook is er een belangrijke zeehaven. De luchthaven, Aeroporto de Cabinda, werd in 2016 vernoemd naar Maria Mambo Café (1945–2013), de eerste vrouwelijke minister van Angola.